# クリスティーネ・フォン・ホルシュタイン＝ゴットルプ
クリスティーネ・フォン・ホルシュタイン＝ゴットルプ（ドイツ語：Christine von Holstein-Gottorp, 1573年4月13日 - 1625年12月8日）は、スウェーデン王カール9世の2度目の妃。スウェーデン語名クリスティーナ（Kristina av Holstein-Gottorp）。

## 生涯
ホルシュタイン＝ゴットルプ公アドルフと、ヘッセン方伯フィリップ1世の娘クリスティーネの娘として、キールで生まれた。
1592年7月8日、当時セーデルマンランド公だったカールと結婚（カールは1599年にスウェーデン摂政となり、1604年に即位した）。2人の間には4子が生まれた。
- クリスティーナ（1593年 - 1594年）
- グスタフ2世アドルフ（1594年 - 1632年）
- マリア・エリサベト（1596年 - 1618年） - 従兄にあたるエステルイェートランド公ヨハン（ヨハン3世の子）と結婚
- カール・フィリップ（1601年 - 1622年） - セーデルマンランド公

クリスティーナは強い意志の女性で、支配者として有能だったといわれる。2人とも性格が非常に似ていたため、夫との結婚生活はおおむね幸福であったといわれた。彼女は夫に同行してしばしば外国旅行をしており、1600年から1601年にかけエストニアとフィンランドへ行った。彼女が政治に口を出し夫に影響を及ぼしたことはないが、クリスティーナは尊敬され、畏れられた。しかし、クリスティーナはカール9世が国を不在にした1605年には摂政を務め、次男カール・フィリップがロシア皇帝に招かれた1610年から1612年にかけては、出国を阻止しようとしたことが知られる。また、彼女は長男グスタフ・アドルフが愛人エバ・ブラーエと結婚しようとした時にも、これをやめさせている。
1625年、クリスティーナはグリプスホルム宮殿で没した。